# Rhinopias filamentosus
Rhinopias filamentosus — вид скорпеноподібних риб родини скорпенових (Scorpaenidae).

## Поширення
Вид зустрічається на заході Тихого океану біля берегів Філіппін, Індонезії та Нової Гвінеї.

## Опис
Риба дрібного розміру. Забарвлення мінливе, від білого до червоного кольору.

## Спосіб життя
Це морський, тропічний, демерсальний вид, що мешкає на коралових рифах на глибині до 51 м. Активний хижак, що живиться дрібною рибою та ракоподібними.